# Voorjaarskortvleugelmot
De voorjaarskortvleugelmot (Diurnea fagella) is een vlinder uit de familie Chimabachidae. De spanwijdte van de vlinder bedraagt tussen de 19 en 29 millimeter, de wijfjes hebben korte vleugels en kunnen niet vliegen. Er komen zowel lichte als donkere vormen van de imago voor. De soort overwintert als pop.
Rupsen van deze soort hebben een verdikte poot, waarmee ze een raspend geluid kunnen maken door over het blad te wrijven. Dit geluid wordt mogelijk gemaakt ter afbakening van het territorium.

## Waardplanten
De voorjaarskortvleugelmot heeft allerlei loofbomen zoals berk en vooral eik als waardplanten. De eitjes worden in groepjes op de bast van de waardplant afgezet.

## Voorkomen in Nederland en België
De voorjaarskortvleugelmot is in Nederland en in België een vrij algemene soort, die verspreid over het hele gebied kan worden gezien. De soort kent één generatie, die vliegt van maart tot en met mei. De rupsen kunnen worden gevonden van het einde van het voorjaar tot in de herfst.

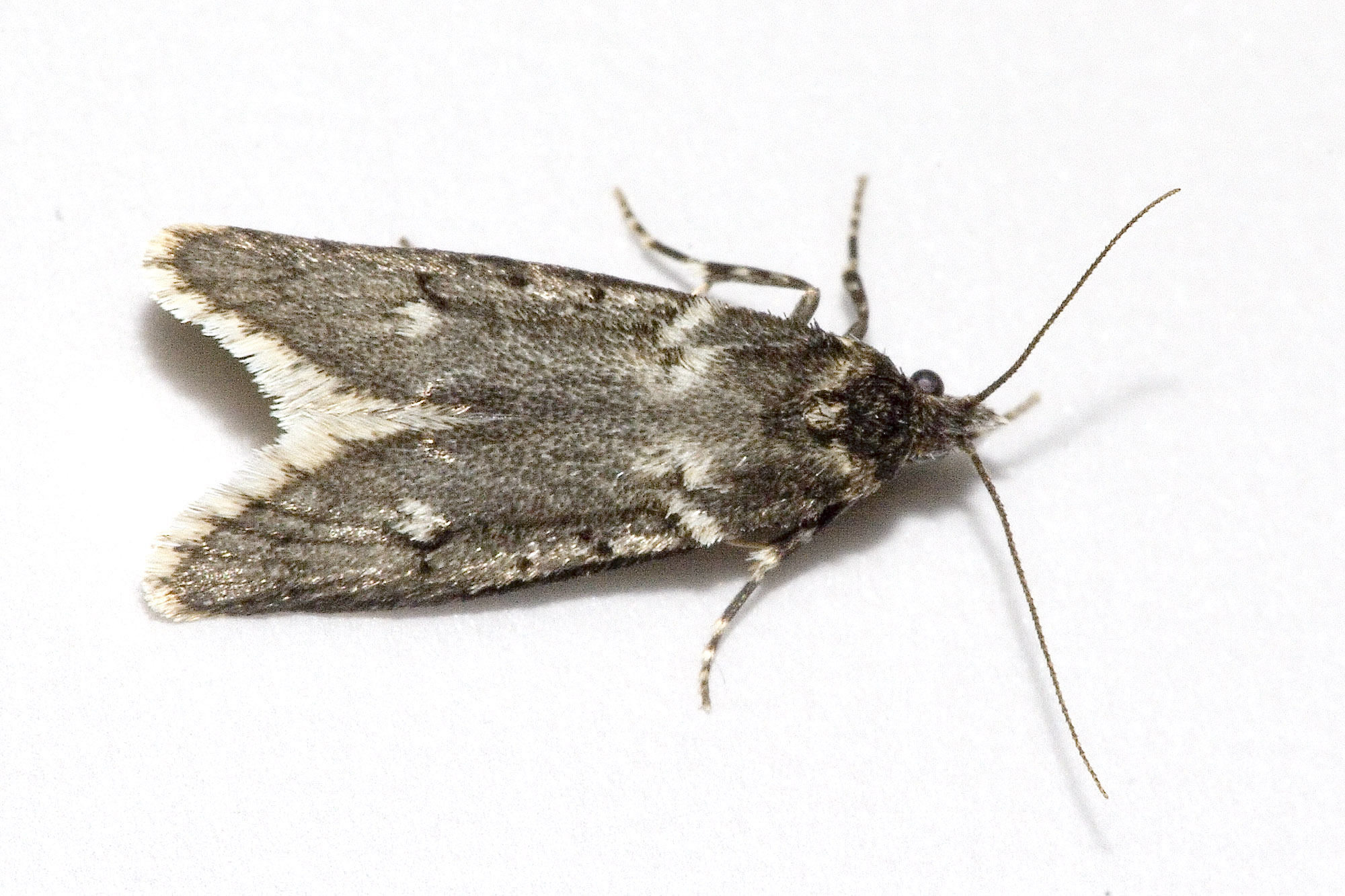
Donkere vorm
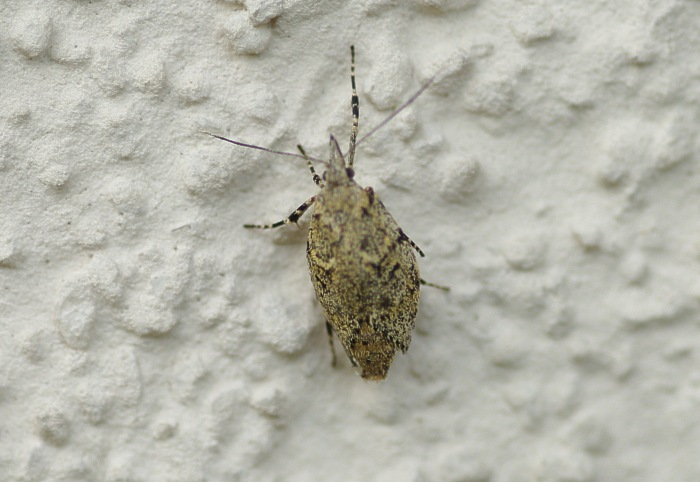
Vrouwtje